# الکتروفیزیولوژی
الکتروفیزیولوژی شاخه ای از علم فیزیولوژی است که خصوصیات الکتریکی سلول‌ها و بافت‌های بیولوژیکی را بررسی می‌کند. الکتروفیزیولوژی می‌تواند اندازه‌گیری تغییرات ولتاژ یا جریان الکتریکی و یا دستکاری، در طیف وسیعی از سلول‌ها و بافت‌ها، از پروتئین‌های دارای یک مجرای یونی تا تمام یک بافت قلب را شامل شود. در مبحث علوم اعصاب مقصود از الکتروفیزیولوژی، اندازه گیری فعالیت الکتریکی سلول‌های عصبی و به ویژه اندازه‌گیری و ‌ثبت پتانسیل عمل سلول‌ها است. همچنین، ‌ثبت سیگنالهای الکتریکی در مقیاس بزرگ از دستگاه عصبی، مانند الکتروانسفالوگرافی (نوار مغزی)، می‌توان به عنوان ‌ثبت الکتروفیزیولوژیکی نام برد. چنین ادواتی برای تشخیص و نظارت سودمند هستند.

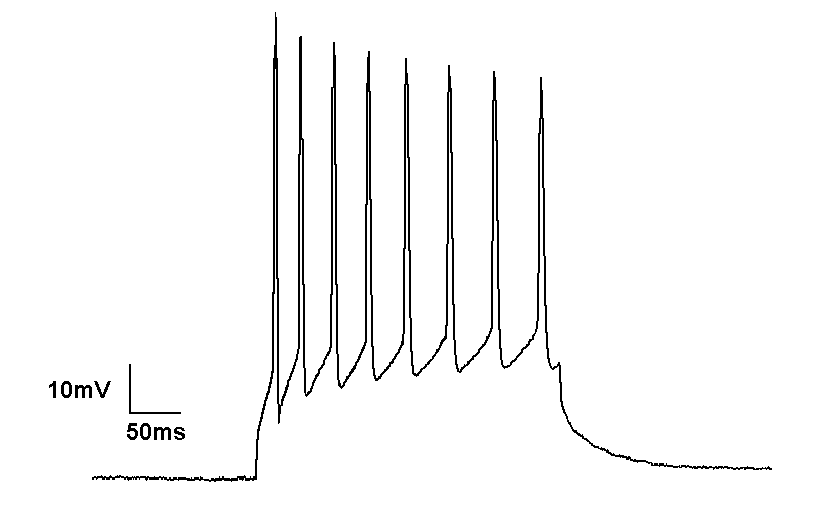
روش "گیره جریان یا جریان الکتریکی تثبیت شده" یک روش رایج در الکتروفیزیولوژی است. در این روش فعالیت آتش‌زنی یک نورون در اثر دپلاریزه شدن آن توسط جریان تزریقی که در تمام حجم سلول ثابت نگه داشته شده است، ‌ثبت میگردد.

## مقدمه

### تکنیک‌های کلاسیک به کار رفته در علم الکتروفیزیولوژی

#### اصول و سازوکار
الکتروفیزیولوژی شاخه‌ای از علم فیزیولوژی است که به طور گسترده‌ای جریان یون‌ها (جریان یونی) در بافت‌های بیولوژیکی و به ویژه تکنیک‌های ‌ثبت الکتریکی که اندازه‌گیری این جریان را امکان پذیر می‌کند، را بررسی می‌کند. تفاوت در تکنیک‌های کلاسیک به کار رفته در علم الکتروفیزیولوژی تنها در نحوه قراردهی، شکل و ساختار الکترودها و نحوه آماده‌سازی بافت بیولوژیکی است. 
اصلی‌ترین الکترودها عبارتند از:
1. هادی‌های جامد ساده، به شکل دیسک‌ و یا سوزنی شکل (به شکل تک یا در قالب آرایه - اغلب به جز نوک الکترود، تمام الکترود عایق‌بندی می‌شود)
2. به صورت فلزات لایه‌نشانی شده روی برد مدار چاپی یا پلیمرهای انعطاف پذیر، که همانند قبل، به غیر از نوک الکترود، تمامی‌الکترود عایق بندی شده می‌شود
3. لوله‌های توخالی پر از الکترولیت: برای توصیفی بهتر لوله‌ای شیشه ای پر از محلول کلرید پتاسیم یا محلول الکترولیت دیگر را در نظر بگیرید

و از اصلی‌ترین نحوه آماده‌سازی بافت بیولوژیکی می‌توان موارد زیر نام برد:
1. مطالعه بر روی بافت زنده
2. مطالعه بر روی بافت برش خورده
3. مطالعه بر روی سلول‌های جدا شده از بافت بریده شده
4. مطالعه بر روی سلول‌ها یا بافت‌های رشد یافته مصنوعی
5. ترکیبی از موارد فوق.

الکتروفیزیولوژی عصبی مطالعه خواص الکتریکی سلول‌های بیولوژیکی و بافت‌ها در سیستم عصبی است. با الکتروفیزیولوژی عصبی، پزشکان و متخصصان می‌توانند با مشاهده فعالیت مغز فرد، نحوه بروز اختلالات عصبی را تعیین کنند. منظور از فعالیت آن است که چه قسمتهایی از مغز در هر موقعیتی فعال می‌شود. اگر قطر الکترود به اندازه کافی کوچک باشد (در حد میکرومتر)‌، در این صورت متخصص الکتروفیزیولوژی می‌تواند نوک الکترود را به یک سلول منفرد وارد کند. چنین پیکربندی امکان مشاهده مستقیم و ‌ثبت فعالیت الکتریکی داخل‌سلولی از یک تک سلول را فراهم می‌کند. با این حال، این پیکربندی تهاجمی‌عمر سلول را کاهش می‌دهد و باعث نشت  و گذر مواد داخل سلولی از غشای سلول می‌شود. فعالیت درون سلولی با استفاده از یک پیپت شیشه ای (توخالی) حاوی الکترولیت نیز قابل مشاهده است. در این روش، نوک پیپت میکروسکوپی به غشای سلول فشار داده می‌شود، که با تعامل شیشه و لیپیدهای غشای سلول به آن محکم می‌چسبد. اگر با ایجاد یک پالس فشار منفی به پیپت، شاهد  پاره شدن تکه کوچک غشای محاصره شده توسط لبه پیپت باشیم، الکترولیت درون پیپت ممکن است در اثر تداوم سیال، به سیتوپلاسم منتقل شود. در حالتی دیگر، جریان یونی نام‌برده‌ شده ممکن است در اثر پدیده "رخنه کردن" پدید آید. که این پدیده زمانی پدید می‌آید که عاملی حفره‌ ساز در به صورت خارجی در الکترولیت وجود دارد، موجب رخنه الکترولیت در تکه کوچک غشای محاصره شده توسط لبه پیپت شود. در این حالت ممکن است که کوچک غشای مورد دست‌ورزی، دست نخورده باقی بماند.
متخصص علم الکتروفیزیولوژی ممکن است انتخاب کند که نوک الکترود را به یک سلول واحد وارد نکند. در عوض آن، نوک الکترود ممکن است در تماس با فضای خارج سلولی باقی بماند.اگر نوک الکترود به اندازه کافی کوچک باشد‌، چنین پیکربندی ممکن است امکان مشاهده و ‌ثبت غیرمستقیم پتانسیل‌های عمل را از یک سلول منفرد فراهم کند و اصطلاحاً ‌ثبت فعالیت الکتریکی به صورت تک سلولی (تک واحدی) نامیده می‌شود. بسته نحوه به آماده سازی و دقت در قراردهی الکترود، این پیکربندی خارج سلولی ممکن است فعالیت چندین سلول مجاور را به طور همزمان ‌ثبت کند، که ‌ثبت چند سلولی (چند واحدی) نامیده می‌شود.
با افزایش اندازه الکترود‌، قدرت تفکیک کاهش می‌یابد. الکترودهای بزرگتر فقط به فعالیت خالص (میانگین فعالیت) توده ای از سلول‌ها حساس هستند و به آنها پتانسیل‌های میدان محلی گفته می‌شود. الکترودهای بزرگتر، مانند سوزنهای عایق بندی نشده و الکترودهای سطحی که توسط متخصصین مغز و اعصاب بالینی و جراحان استفاده می‌شوند، فقط به انواع خاصی از فعالیت همزمان در جمعیت‌های میلیونی حساس هستند.
از دیگر تکنیک‌ها می‌توان از ‌ثبت فعالیت یک مجرای یونی و amperometry نام برد.

#### روش‌های ‌ثبت فعالیت الکتریکی (‌ثبت الکتروفیزیولوژیک - الکتروگرافی) مختص به هر عضو بدن
‌ثبت الکتروفیزیولوژیک به طور کلی الکتروگرافی و نتیجه ‌ثبت الکتروگرام نامیده می‌شود. اگرچه که، الکتروگرافی عنوانی کلی است و زیر بخش‌های گوناگونی دارد (از جمله الکتروفوتوگرافی). هر نوع از ‌ثبت الکتروفیزیولوژیک را معمولاً با نامی‌خاص فرا می‌خوانیم که به صورت کلی از الگوی " [الکترو] + [نام عضو مورد مطالعه] + [گرافی]"  یا " electro] +  [body part] + [graphy]] " و به اختصار ExG پیروی می‌کند; x وابسته به عضو مورد مطالعه است. حالت‌های مختلف "ExG" به شرح زیر است:
| شیوه ‌ثبت الکتروفیزیولوژیک              | نام اختصاری    | نام عضو مورد مطالعه                                          | شیوع در استفاده بالینی          |
| -------------------------------------- | -------------- | ------------------------------------------------------------ | ------------------------------- |
| نوار قلب - electrocardiography         | ECG یا EKG     | قلب (به طور خاص‌، عضله قلب)، با الکترودهای پوستی (غیر تهاجمی) | بسیار رایج                      |
| electroatriography                     | EAG            | عضله دهلیز قلب                                               | غیر معمول                       |
| electroventriculography                | EVG            | عضله بطن قلب                                                 | غیر معمول                       |
| intracardiac electrogram               | EGM            | قلب (به طور خاص‌، عضله قلب)، با الکترودهای داخل قلب (تهاجمی)  | تا حدودی رایج                   |
| نوار مغزی - electroencephalography     | EEG            | مغز (معمولاً قشر مغز)، با الکترودهای خارج جمجمه               | تا حدودی رایج                   |
| ایکاگ - electrocorticography           | ECoG یا iEEG   | مغز (به طور خاص قشر مغز)، با الکترودهای داخل جمجمه           | تا حدودی رایج                   |
| نوار عصب و عضله - electromyography     | EMG            | عضلات سراسر بدن (معمولاً عضلات اسکلتی‌، گاهی عضلات صاف)        | بسیار رایج                      |
| الکترواکولوگرافی - electrooculography  | EOG            | چشم - تمامی‌چشم                                               | تا حدودی رایج                   |
| الکترورتینوگرافی - electroretinography | ERG            | چشم - شبکیه به طور خاص                                       | تا حدودی رایج                   |
| electronystagmography                  | ENG            | چشم - از طریق پتانسیل قرنیه                                  | تا حدودی رایج                   |
| electroolfactography                   | EOG            | اپیتلیوم بویایی در پستانداران                                | غیر معمول                       |
| electroantennography                   | EAG            | گیرنده‌های بویایی - بندپایان                                  | از نظر بالینی قابل استفاده نیست |
| electrocochleography                   | ECOG یا ECochG | حلزون گوش                                                    | تا حدودی رایج                   |
| electrogastrography                    | EGG            | عضله صاف معده                                                | تا حدودی رایج                   |
| electrogastroenterography              | EGEG           | عضله صاف معده و روده                                         | تا حدودی رایج                   |
| electroglottography                    | EGG            | دهانه حنجره                                                  | غیر رایج                        |
| electropalatography                    | EPG            | تماس زبان و کام                                              | غیر رایج                        |
| electroarteriography                   | EAG            | جریان شریانی - تشخیص پتانسیل ناشی از جریان مایع از طریق پوست | غیر رایج                        |
| electroblepharography                  | EBG            | عضله پلک                                                     | غیر رایج                        |
| electrodermography                     | EDG            | پوست                                                         | غیر رایج                        |
| electrohysterography                   | EHG            | رحم                                                          | غیر رایج                        |
| electroneuronography                   | ENeG یا ENoG   | اعصاب                                                        | غیر رایج                        |
| electropneumography                    | EPG            | ریه‌ها (حرکات قفسه سینه)                                      | غیر رایج                        |
| electrospinography                     | ESG            | ستون مهره‌ها                                                  | غیر رایج                        |
| electrovomerography                    | EVG            | vomeronasal organ                                            | غیر رایج                        |

#### تکنیک‌های نوری مورد استفاده در الکتروفیزیولوژی
تکنیک‌های الکتروفیزیولوژی نوری توسط دانشمندان و مهندسان ایجاد شد تا یکی از اصلی ترین محدودیت‌های تکنیک‌های کلاسیک را برطرف کند. تکنیک‌های کلاسیک امکان مشاهده فعالیت الکتریکی را تقریبا تنها در یک نقطه از کل حجم بافت را دارند. تکنیک‌های کلاسیک یک پدیده توزیع شده را یکنواخت توصیف می‌کند. علاقه به شناخت توزیع فضایی فعالیت الکتریکی بافت زنده باعث تولید مولکول‌هایی شد که قادر به تابش نور در پاسخ به محیط الکتریکی یا شیمیایی هستند. بعنوان مثال می‌توان از رنگهای حساس به ولتاژ و پروتئینهای فلورسنت‌دار نام برد.
پس از وارد کردن یک یا چند ترکیب به داخل بافت، از طریق تزریق یا بیان ژن، توزیعی یک یا دو بعدی از فعالیت الکتریکی ممکن است مشاهده و ثبت شود.

## ثبت داخل سلولی
ثبت داخل سلولی عمدتا اندازه گیری ولتاژ دو طرف غشای سلولی و یا جریان گذرنده از غشای سلول است. برای انجام ثبت داخل سلولی، نوک یک میکروالکترود ریز ( و تیز) باید درون سلول قرار گیرد، تا پتانسیل غشاء را بتوان اندازه گیری کرد.به طور معمول، پتانسیل غشای یک سلول سالم در حالت استراحت (به تعادل رسیدن جریان‌های یونی وارد شونده و خارج شونده) از 60- تا 80- میلی ولت خواهد بود، و در طول یک پتانسیل عمل ممکن است پتانسیل غشا به 40+ میلی ولت برسد. در سال 1963‌،‌هاجکین و هاکسلی به دلیل دستاوردهای علمی‌در زمینه درک سازوکارهای زمینه‌ساز ایجاد پتانسیل عمل در سلول‌های عصبی، برنده جایزه نوبل فیزیولوژی یا پزشکی شدند. آزمایش‌های آنها شامل ثبت‌ داخل سلولی از یک آکسون غول پیکر از یک ماهی مرکب آتلانتیک (Loligo pealei) بود و از اولین کاربردهای روش "گیره ولتاژ یا اعمال ولتاژ تثبیت شده" بود. امروزه بیشتر میکروالکترودهای مورد استفاده برای ثبت داخل سلولی، میکروپیپت‌های شیشه ای با قطر نوک  کمتر از یک میکرومتر و دارای مقاومتی در حد چند مگااهم است. میکروپیپت‌ها با محلولی پر می‌شوند که دارای ترکیب یونی مشابه مایع داخل سلولی است. یک سیم نقره ای کلر‌دار که به داخل پیپت وارد می‌شود، الکترولیت را به صورت الکتریکی به تقویت کننده و مدار پردازش سیگنال متصل می‌کند. ولتاژ اندازه گیری شده توسط الکترود با ولتاژ الکترود مرجع مقایسه می‌شود، که معمولاً یک سیم نقره ای پوشش داده شده با کلرید نقره در تماس با مایع خارج سلولی در اطراف سلول است. به طور کلی، هرچه نوک الکترود کوچکتر باشد، مقاومت الکتریکی آن بیشتر می‌شود، بنابراین در انتخاب الکترود یک سازش بین اندازه (به اندازه کافی برای نفوذ به یک سلول با اعمال حداقل آسیب به سلول کوچک باشد) و مقاومت (به اندازه کافی کم باشد که سیگنال‌های عصبی کوچک (از لحاظ دامنه) از نویز حرارتی موجود در نوک الکترود متمایز باشد) مواجه خواهیم شد.

### گیره ولتاژ، یا اعمال ولتاژ تثبیت شده

روش گیره ولتاژ از سازوکار فیدبک منفی استفاده می‌کند. تقویت کننده پتانسیل غشا، ولتاژ غشا را اندازه گیری می‌کند و خروجی را به تقویت کننده فیدبک می‌فرستد. تقویت‌کننده فیدبک ولتاژ غشا را از ولتاژ فرمان که از مولد سیگنال دریافت می‌کند‌، کم می‌کند. این سیگنال تقویت می‌شود و از طریق الکترود ثبت به سلول بازمی‌گردد.

روش "گیره ولتاژ یا اعمال ولتاژ تثبیت شده" به آزمایشگر اجازه می‌دهد تا پتانسیل سلول را در یک مقدار انتخاب‌شده تثبیت کند. این روش، این امکان را برای اندازه گیری میزان جریان یونی عبوری از غشای سلول در هر ولتاژ مشخص فراهم می‌کند. اهمیت و برتری این روش زمانی مشخص می‌شود که، بسیاری از کانالهای یونی در غشای یک نورون کانالهای یونی وابسته به ولتاژ هستند، یعنی که فقط هنگامی‌باز می‌شوند که ولتاژ غشا در محدوده خاصی باشد. اندازه گیری جریان در روش گیره ولتاژ، از تفریق جریان خازنی گذرا از الکترود و جریان غشای سلول برای تغییر پتانسیل سلول عبور می‌کند‌، امکان پذیر می‌شود.

### گیره جریان، یا اعمال جریان تثبیت شده
روش گیره جریان، بعد از تزریق جریان به سلول از طریق الکترود، پتانسیل غشا را ثبت می‌کند. بر خلاف روش گیره ولتاژ، جایی که پتانسیل غشا در ولتاژی که آزمایش کننده تعیین می‌کند نگه داشته می شود ، در حالت "گیره جریان" پتانسیل غشا آزاد است که تغییر کند و تقویت کننده هر ولتاژی که در سلول به صورت خودکار یا به عنوان نتیجه تحریک پدید می‌آید را ثبت می‌کند. این روش برای بررسی واکنش سلول در اثر ورود یک جریان الکتریکی به سلول استفاده می شود. اهمیت این مورد در مواردی همچون، درک چگونگی واکنش نورونها به انتقال دهنده های عصبی که موجب باز کردن کانالهای یونی در غشا می‌شوند، مهم است.

مثالی از یک مدار ولتاژ پیرو - مدار تقویت کننده بهره واحد - خروجی برابر ورودی و مقاومت ورودی بی نهایت و مقاومت خروجی تقریبا ناچیز

بیشتر تقویت کننده‌های مورد استفاده در روش گیره جریان، تغییرات ولتاژ ثبت شده از سلول را تنها به مقدار کمی تقویت می‌کنند یا اصلا تقویت نمی‌کنند. "تقویت کننده" در واقع یک الکترومتر است که گاهی اوقات "تقویت کننده بهره واحد" نامیده می شود. هدف اصلی آن كاهش بار الكتریكی بر روی سیگنالهایی با اندازه كوچك (در محدوده mV) تولید شده توسط سلول ها است تا دستگاه های الکترونیكی با امپدانس ورودی پایین بتواند این فعالیت الکتریکی را ضبط  کند. این تقویت کننده، جریان دهی سیگنال را افزایش می دهد در حالی که مقاومت خروجی را کاهش می دهد. این مثال با قانون اهم بهتر درک می‌شود: ولتاژ 10 میلی ولت با عبور 10 نانوآمپر جریان از یک مقاومت یک مگااهمی ایجاد می شود. الکترومتر با استفاده از مدار پیرو ولتاژ، این "سیگنال امپدانس بالا" را به "سیگنال امپدانس پایین" تبدیل می کند. یک مدار پیرو ولتاژ ولتاژ ورودی را می خواند (ناشی از جریان کوچک عبور داده شده از یک مقاومت بزرگ) سپس مدار موازی را که قدرت جریان دهی زیادی دارد (منابع تغذیه الکتریکی) مقاومت آن مدار موازی را تنظیم می کند تا همزمان با دست یابی به ولتاژ خروجی برابر با ورودی، مقاومت خروجی کمتری نیز داشته باشیم.

### روش پچ کلمپ، یا روش ایجاد وصله در غشا
این تکنیک توسط اروین نهر و برت ساکمان توسعه یافته است که به خاطر ابداع این تکنیک در سال 1991 جایزه نوبل را دریافت کردند. روش‌های ثبت داخل سلولی متعارف همگی براساس ورود یک الکترود ریز به سلول است در حالی که روش پچ کلمپ رویکرد دیگری دارد.

## الکتروفیزیولوژی بالینی
الکتروفیزیولوژی بالینی، مطالعه‌ چگونگی استفاده از اصول و فناوری‌های الکتروفیزیولوژی در سلامت انسان است. به عنوان مثال، الکتروفیزیولوژی بالینی قلب، مطالعه خصوصیات الکتریکی حاکم بر ریتم و فعالیت قلب است. از الکتروفیزیولوژی قلب می توان برای مشاهده و درمان اختلالات مانند آریتمی (ضربان نامنظم قلب) استفاده کرد. به عنوان مثال، یک پزشک ممکن است کاتتر حاوی الکترود را به قلب وارد کند تا فعالیت الکتریکی عضله قلب را ثبت کند.
نمونه دیگری از الکتروفیزیولوژی بالینی، نوروفیزیولوژی بالینی است. در این تخصص پزشکی، پزشکان خصوصیات الکتریکی مغز، نخاع  و اعصاب را اندازه گیری می کنند. دانشمندانی مانند بولون (1875 - 1806) و بوچوالد (2006 - 1924) سهم  عمده ای در پیشرفت نوروفیزیولوژی موجب شده اند و کاربردهای بالینی آن را امکان پذیر ساخته اند. میکروالکترود پچ کلمپ یک میکروپیپت با نوکی با قطر نسبتاً بزرگ است. میکروالکترود در کنار سلول قرار می گیرد و مکش ملایم از طریق میکروالکترود انجام می شود تا قطعه ای از غشای سلول ("پچ") را به نوک میکروالکترود بکشاند. نوک میکروپیپت با مقاومت بالای خود، با غشای سلول یک "مهر و موم یا عایق شدن" ایجاد می کند.